# Igreja de São Tiago (Silvalde)

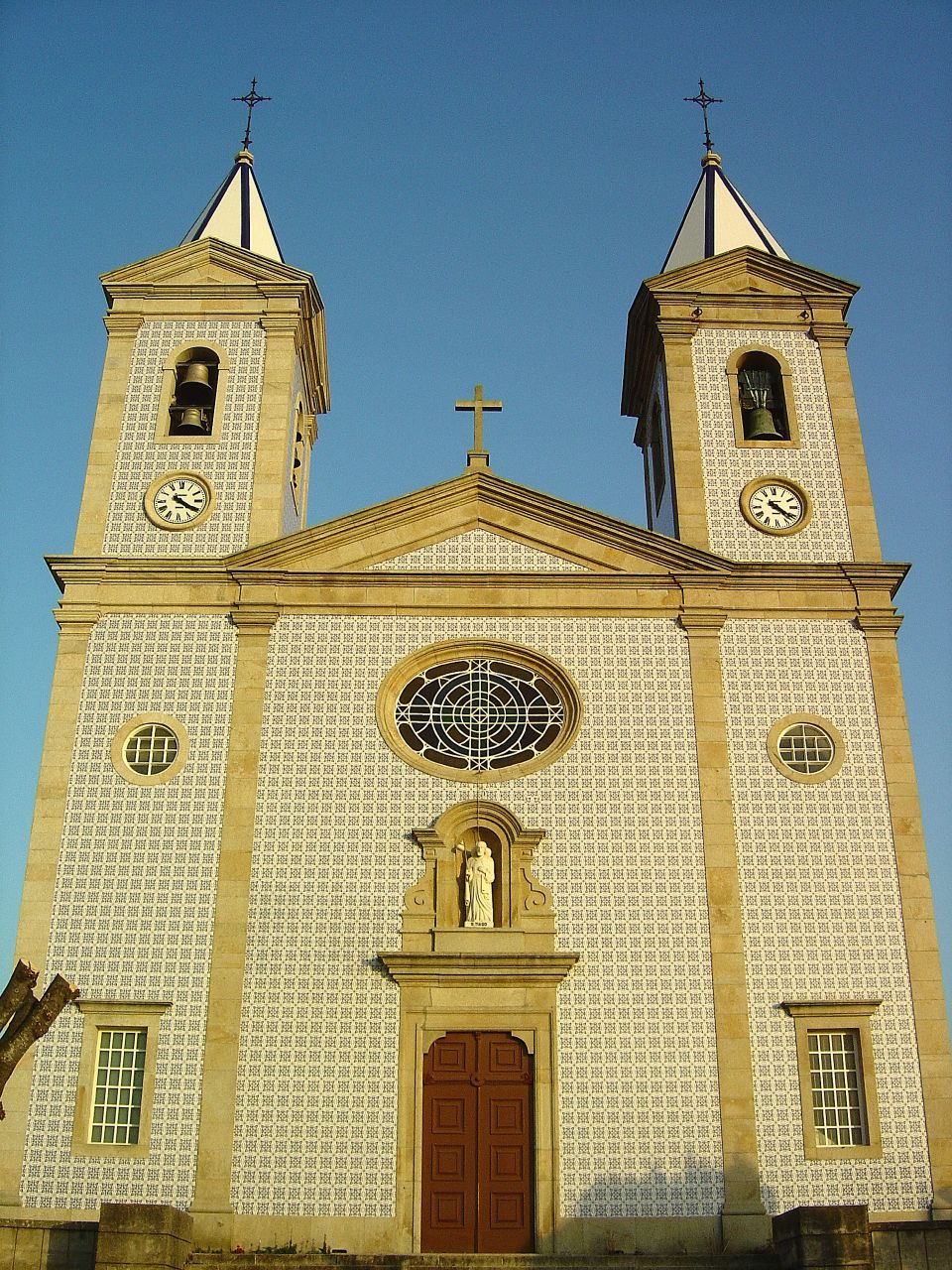
Die Igreja de São Tiago, Fassade

Die Igreja de São Tiago ist die römisch-katholische Pfarrkirche in der Gemeinde Silvalde in Portugal. Ihr Namenspatron ist der Apostel Jakobus der Ältere.

## Geschichte
Die Bauarbeiten an der Kirche begannen zu Anfang des 20. Jahrhunderts. Die finanziellen Mittel reichten aber nur aus, um den Glockenturm zu errichten. In den 1960er Jahren sammelte die Kirchengemeinde Geld zum Bau eines Gemeindesaals. 2006 wurden die Bauarbeiten abgeschlossen.

## Beschreibung
Der langgestreckte Baukörper besteht aus Langhaus, Chor, Sakristei und zwei Glockentürmen, die beiderseits die Hauptfassade einrahmen. Die nach Westen gerichtete Hauptfassade ist in drei Abschnitte unterteilt, der mittlere entspricht der Breite des Kirchenschiffs und die seitlichen jeweils der der Türme. Die Fassade ist vollständig mit polychromen Ziegeln verkleidet. Das mittlere Fassadenfeld wird zu den Seiten hin durch Pilaster begrenzt und trägt einen dreieckigen Giebel, der von einem lateinischen Kreuz bekrönt wird. In der Mitte befindet sich ein Bogenportal, das in einen rechteckigen Rahmen mit Gebälk eingefügt ist. Darüber steht eine Rundbogennische, die ein vorspringendes Gesims trägt und das Bild des Schutzheiligen enthält. Über der Nische öffnet sich eine kreisförmige Beleuchtungsöffnung mit einem Eisenrahmen, der ein Kreuz bildet.
Die Seitenfelder, die den quadratischen Türmen mit drei Stockwerken entsprechen, sind ebenfalls vollständig mit farbigen Fliesen verkleidet. Sie weisen im Erdgeschoss je ein kleinteilig untergliedertes Fenster in einem rechteckigen Rahmen auf, der von einem Gesims bedeckt wird, im oberen Stockwerk zeigt jeder Turm ein Rundfenster. Das Glockengeschoss erhebt sich über Fries und Gesims. Es endet in einem Giebel und trägt ein Pyramidendach; es wird von rundbogigen Klangarkaden unterbrochen, in denen die Glocken sichtbar aufgehängt sind. Unterhalb der Schallluken befinden sich zwei Uhren, eine in jedem Turm.